# Noctua plusioides
Noctua plusioides là một loài bướm đêm trong họ Noctuidae.